# Boiry-Sainte-Rictrude
Boiry-Sainte-Rictrude ist eine französische Gemeinde mit 386 Einwohnern (Stand 1. Januar 2022) im Département Pas-de-Calais in der Region Hauts-de-France. Sie gehört zum Arrondissement Arras, zum Kanton Avesnes-le-Comte und zum Kommunalverband Urbaine d’Arras. Dessen Einwohner werden Boirysiens genannt.

## Lage
Die Gemeinde Boiry-Sainte-Rictrude liegt elf Kilometer südlich von Arras. Im Südosten des Gemeindegebietes verläuft der Fluss Cojeul. Nachbargemeinden von Boiry-Sainte-Rictrude sind Ficheux im Norden, Boisleux-au-Mont im Nordosten, Boiry-Saint-Martin im Südosten, Ayette im Süden, Douchy-lès-Ayette im Südwesten, Adinfer im Westen sowie Hendecourt-lès-Ransart im Nordwesten.

## Bevölkerungsentwicklung
| Jahr                       | 1962 | 1968 | 1975 | 1982 | 1990 | 1999 | 2011 | 2022 |
| -------------------------- | ---- | ---- | ---- | ---- | ---- | ---- | ---- | ---- |
| Einwohner                  | 410  | 443  | 475  | 516  | 469  | 411  | 395  | 306  |
| Quellen: Cassini und INSEE |      |      |      |      |      |      |      |      |

## Sehenswürdigkeiten

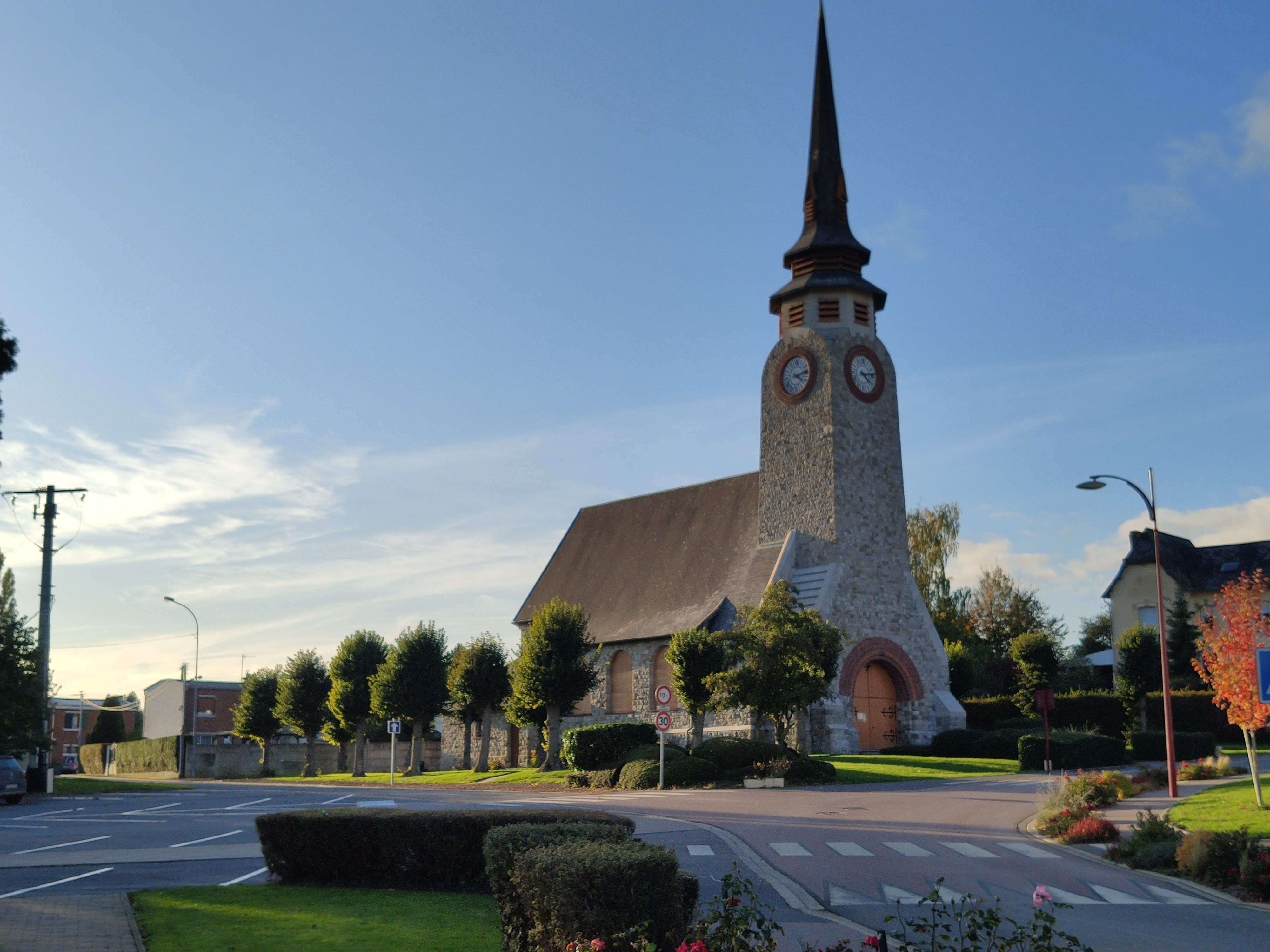
Kirche Sainte-Rictrude
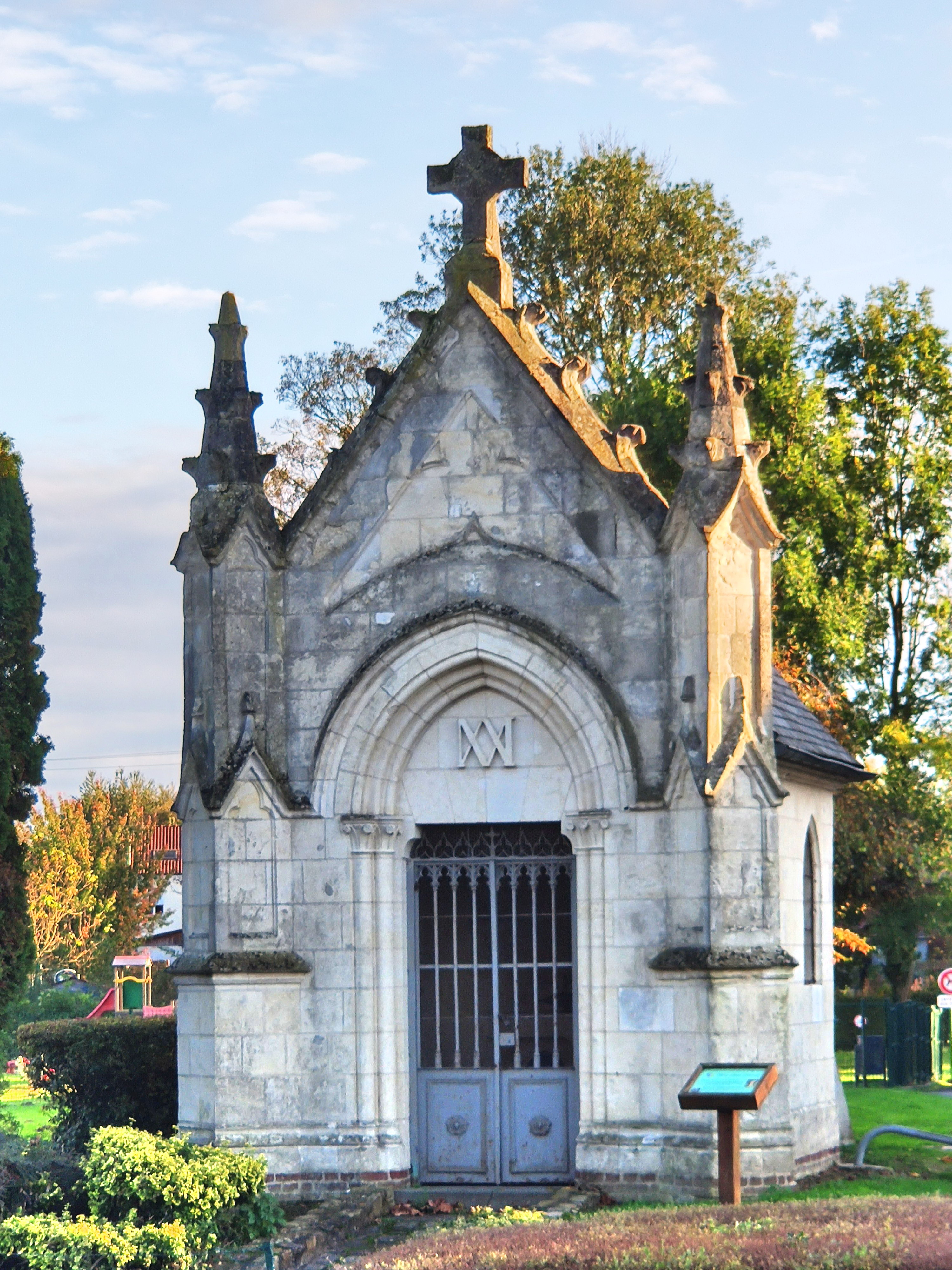
Kapelle
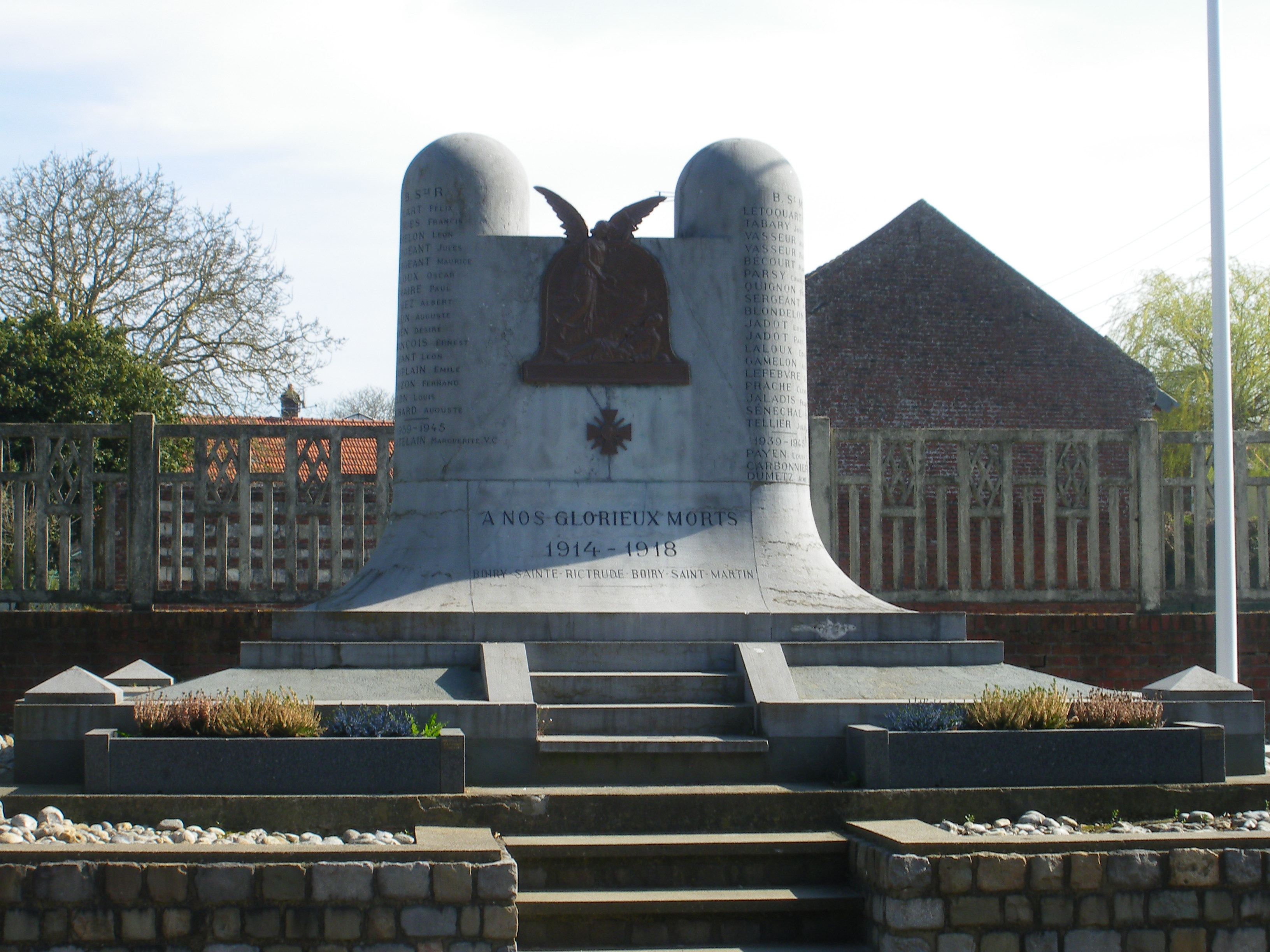
Gefallenendenkmal

- Kirche Sainte-Rictrude
- Kapelle
- Gefallenendenkmal